# Кардосо Фалькоский, Роналд
Роналд Кардосо Фалькоский (порт. Ronald Cardoso Falkoski; род. 11 февраля 2003, Санту-Антониу-да-Патрулья, Риу-Гранди-ду-Сул) — бразильский футболист, нападающий клуба «Гремио».

## Клубная карьера
Роналд — воспитанник клубов «Гремио». 23 июля 2023 года в матче против «Атлетико Минейро» он дебютировал в бразильской Серии A. 

## Международная карьера
В 2023 году в составе молодёжной сборной Бразилии Роналд стал победителем молодёжного чемпионата Южной Америки в Колумбии. На турнире он сыграл в матчах против сборных Перу, Аргентины, Эквадора, Венесуэлы, Уругвая, а также дважды против Колумбии и Парагвая. В поединках против парагвайцев Роналд забил два гола.
В том же году в составе молодёжной сборной Бразилии Роналд принял участие в молодёжном чемпионате мира в Аргентине. На турнире он сыграл в матчах против сборных Доминиканской Республики, Нигерии и Израиля.
В 2023 году в составе олимпийской сборной Бразилии Роналд стал победителем Панамериканских игр в Чили. На турнире он сыграл в матчах против команд США, Колумбии, Гондураса, Мексики и Чили. В поединках против гондурасцев и чилийцев игрок забил по голу.

## Достижения
Международные
 Бразилия (до 20)
- Чемпион Южной Америки среди молодёжных команд: 2023

 Бразилия (до 23)
- Победитель Панамериканских игр — 2023